# Luis Russell

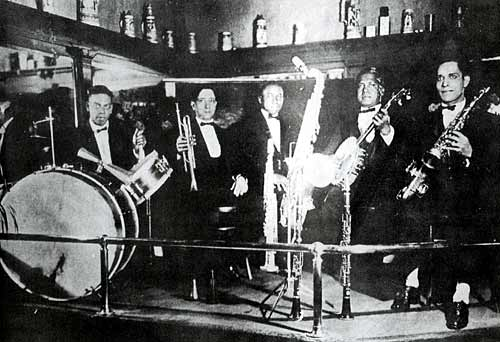
Orkiestra z Tom Anderson’s Café w Nowym Orleanie, 1919 – od lewej: Paul Barbarin (perkusja), Arnold Metoyer (trąbka), Luis Russell (fortepian), Willie Santiago (banjo) i Albert Nicholas (saksofony, klarnet)

Luis Carl Russell (ur. 5 sierpnia 1902 w Careening Cay k. Bocas del Toro, zm. 11 grudnia 1963 w Nowym Jorku) – panamski, osiadły w Stanach Zednoczonych, pianista, bandlider, aranżer i kompozytor jazzowy. Pionier swingu orkiestrowego.

## Życiorys
Urodził się w Panamie w rodzinie pochodzenia afrokaraibskiego. Jego ojciec był nauczycielem muzyki. Luis już we wczesnym dzieciństwie zaczął uczyć się gry na gitarze, fortepianinie i skrzypcach. W 1917 zaczął grać zawodowo w niemym kinie jako taper, a następne w kasynie w Colón.
W 1919 wygrał na loterii trzy tysiące dolarów, dzięki którym przeniósł się wraz z matką i siostrą do Stanów Zjednoczonych. Osiedlili się w Nowym Orleanie, gdzie podjął pracę pianisty. W 1925 przeprowadził się do Chicago, żeby dołączyć do orkiestry Doca Cooka. Następnie zasiadł przy fortepianie w zespole „Kinga” Olivera, z którym w 1927 wyjechał do Nowego Jorku. W tym samym roku założył W klubie The Nest własną orkiestrę z kilkoma muzykami Olivera w składzie. W 1929 stała się jedną z wiodących formacji jazzowych w Nowym Jorku, konkurując z big-bandami Jimmiego Lunceforda i Duke’a Ellingtona. Grali w niej m.in. tak znani muzycy jak trębacz Red Allen, puzonista J.C. Higginbotham, klarnecista Albert Nicholas, gitarzysta i bandżysta Will Johnson, kontrabasista Pops Foster i perkusista Paul Barbarin.
W następnych latach nagrał z zespołem kilkadziesiąt utworów, w których dzięki swoim aranżacjom połączył ekspresję instrumentalnych solówek jazzu nowoorleańskiego z orkiestrowymi riffami swingowymi. Niektóre z nich są obecnie uważane za klasyczne. Orkiestra towarzyszyła także trębaczowi Louisowi Armstrongowi w kilku jego wczesnych nagraniach z większym składem. W 1935 Armstrong przejął zespół. Przez następne osiem lat orkiestra funkcjonowała głównie jako tło dla wybitnego trębacza i wokalisty, stając się w ten sposób formacją pozbawioną oryginalności i znaczenia. Sam Russell pełnił w tym czasie funkcję kierownika muzycznego grupy. W 1943 założył nowy big-band, z którym występował w Savoy Ballroom oraz Apollo Theater. Dokonał też kilku nagrań. Jednym z nich był ówczesny przebój muzyki rozrywkowej The Very Thought of You. Z braku zainteresowania jego poczynaniami w 1948 rozwiązał zespół i zrezygnował z kariery muzyka. W ostatnich piętnastu latach życia zajmował się drobnym handlem, prowadząc sklep ze słodyczami, a następnie zabawkami. Pracował także jako szofer.
W 1956 ożenił się z Carline Ray – wokalistką i gitarzystką (również basową), która występowała m.in. z grupą Sweethearts of Rhythm, pianistką Mary Lou Williams oraz bandliderem Syem Oliverem. Miał z nią córkę – Catherine (ur. 1956), która została wokalistką jazzową.
Zmarł wskutek choroby nowotworowej. Miał 61 lat.

## Wybrana dyskografia
- 1992 The Luis Russell Collection – 1926–1934 (Collector’s Classics)
- 2000 The Luis Russell Story 1929–1934 (Retrieval) – 2 CD
- 2007 Saratoga Shout (ASV Records/Living Era)
- 2023 At the Cats Swing Ball (Dot Time Records)

Z Louisem Armstrongiem
- 1992 Louis & Luis – 1929–1940 (ASV Records/Living Era)